# برامپتون، کارلایل
longitudeبرامپتون، کارلایلlatitudeبرامپتون، کارلایل
برامپتون، کارلایل (به انگلیسی: Brampton, Carlisle) یک شهرک در بریتانیا است که در انگلستان واقع شده‌است.

## خصوصیات
برامپتون ۴٬۰۰۱ نفر جمعیت دارد.